# Ciesze
Ciesze [ˈt͡ɕɛʂɛ] est un village polonais de la gmina de Mońki dans le powiat de Mońki et dans la voïvodie de Podlachie. Il se situe à environ 3 kilomètres à l'est de Mońki et à 39 kilomètres au nord-ouest de Bialystok. 
Le village compte approximativement 140 habitants.